# Élodie Ouédraogo
Élodie Ouédraogo (Bélgica, 27 de febrero de 1981) es una atleta belga, especialista en la prueba de 4 x 100 m, con la que ha logrado ser campeona olímpica en 2008.

## Carrera deportiva
En el Mundial de Osaka 2007 gana la medalla de bronce en los relevos 4 x 100 metros, con un tiempo de 42.75 que fue récord nacional de Bélgica, tras las estadounidenses y jamaicanas, y siendo sus compañeras de equipo: Olivia Borlée, Hanna Marien y Kim Gevaert.
Y al año siguiente, en las Olimpiadas de Pekín 2008 ganó el oro en la misma prueba.